# Felsinschrift von Erek Daği
Die urartäische Felsinschrift von Erek Daği (Gölardı) liegt ca. 15 km östlich von Van, 6–8 km nördlich des Dorfes Gölardı/Doni/Toni am Derge Dere, dem Kanal, der den Stausee Keşiş Gölü mit Van verbindet, in der Osttürkei, östlich der Küçürek Daği. Die Stele vom Keşiş Gölü, die sich heute in Berlin befindet, wird manchmal auch unter dem Fundort Toni geführt.
Sie wurde im August 2004 entdeckt.
Die Inschrift in urartäischer Keilschrift ist ca. 1,30 m lang und 40 cm hoch und sehr schlecht erhalten. Sie stammt von einem König R[…], es ist nicht klar, ob es sich dabei um Rusa II. oder Rusā Erimenaḫi handelt.